# William Cheyne (2e vicomte Newhaven)
Pour les articles homonymes, voir Cheyne.
William Cheyne, 2e vicomte Newhaven (14 juillet 1657 - 26 mai 1728) est un homme politique conservateur anglais qui siège à la Chambre des communes de 1681 jusqu'à 1707 quand comme Vicomte dans la Pairie d'Écosse, il siège à la Chambre des Lords. 

## Biographie
Il est le fils de Charles Cheyne (1er vicomte Newhaven) et de son épouse, Jane Cavendish, fille de William Cavendish (1er duc de Newcastle). Il s'inscrit à Brasenose College, Oxford le 14 juillet 1671 à 14 ans. 
En 1681, il est élu député d'Amersham et siège jusqu'en 1687. Il est élu député d'Appleby en 1689 et siège jusqu'en 1695. En 1696, il est élu député de Buckinghamshire et occupe ce siège jusqu'en 1701. À cette époque, il est élu trois fois pour Amersham, mais choisit de siéger pour le Buckinghamshire. Il hérite du titre et des domaines de Chelsea à la mort de son père en 1698. 
Il est réélu député de Buckinghamshire en 1702 et siège jusqu'en 1705. Il est Lord Lieutenant du Buckinghamshire pendant six mois en 1702 jusqu'à ce que les Whigs s'y opposent. Il reçoit également la sinécure de Greffier du Pipe en 1703 qu'il peut conserver jusqu'en 1706 malgré les pressions des Whigs. Il est ensuite élu député d'Amersham et siège jusqu'en 1707, date à laquelle, aux termes des Actes d'Union (1707), il est obligé de siéger à la Chambre des lords. Il conserve néanmoins un intérêt pour la politique et reprend en 1711 son poste de Greffier du Pipe à vie. En 1712, il est nommé Lord Lieutenant de Buckinghamshire pour la deuxième fois, perdant la lieutenance lors de l'accession au trône du roi George Ier en 1714. 
En 1712, il vend les propriétés de Chelsea à Hans Sloane. Cheyne Walk est nommé en son honneur,. 
Après sa mort, sans héritier, il est inhumé en 1728 à Drayton Beauchamp dans le Buckinghamshire. Il est le dernier membre de la famille Cheyne qui a donné son nom à Chenies dans le Buckinghamshire.